# Aéroport de Revelstoke
L'aéroport de Revelstoke est un aéroport situé en Colombie-Britannique, au Canada.